# 考比·卡爾
考比·卡爾（英語：Coby Karl，1983年6月8日—），美國篮球运动员，身高6尺5寸，体重215磅，司职位置後衛。在2007年NBA選秀中落選，之後加盟洛杉磯湖人，在2008年和2009年連續兩年都是西區冠軍隊成員。父親為]籃球名人堂的喬治·卡爾
卡爾於2009年夏天離開湖人隊，加盟金塊隊。